# Everton Ramos da Silva
Everton Ramos da Silva, noto semplicemente come Everton (San Paolo, 8 giugno 1983), è un calciatore brasiliano, attaccante del Pedras Rubras.

## Carriera
Cresciuto nel Grêmio Barueri, tra 2004 e 2005 vi segna 36 gol, cui seguono le 17 reti nella stagione successiva, che aiutano la squadra ad essere promossa in massima divisione. Nel 2006 viene ingaggiato dagli olandesi dell'Heracles Almelo, con cui debutta il 27 agosto dello stesso anno nella trasferta contro il Feyenoord, finita in un pareggio a reti inviolate. Segna la sua prima doppietta il 16 settembre 2009 nella vittoria della sua squadra per 3-0 sull'Utrecht. Con la rete in trasferta al Feyenoord del 14 marzo 2010 diventa il capocannoniere di tutti i tempi della sua squadra in Eredivisie. Il 4 novembre 2012 raggiunge le 200 presenze in campionato con l'Heracles. Dopo 223 presenze e 68 gol totali in campionato con l'Heracles, passa ai sauditi dell'Al-Nassr.

## Palmarès

### Club

#### Competizioni statali
- Campeonato Paulista Série A2: 1

Grêmio Barueri: 2006

#### Competizioni nazionali
- Campionato saudita: 1

Al-Nassr: 2013-2014